# Ніколай Гергов
Ніколай Бориславов Гергов (болг. Николай Бориславов Гергов; нар. 17 березня 1978, Оряхово, Врачанська область) — болгарський борець греко-римського стилю, чемпіон та бронзовий призер чемпіонатів світу, дворазовий чемпіон Європи, учасник двох Олімпійських ігор.

## Біографія
Боротьбою займається з 1989 року. 1996 року був віце-чемпіоном Європи серед юніорів.
Після закінчення кар'єри борця перейшов на тренерську роботу. У листопаді 2009 року після чемпіонату світу 2009 року, на якому болгари не взяли жодної медалі був призначений на посаду головного тренера болгарської збірної з греко-римської боротьби, змінивши на цій посаді Братана Ценова, який очолював болгарських класиків протягом останніх 11 років.

## Виступи на Олімпіадах
| Змагання                    | Збірна   | Вагова категорія | Місце |
| --------------------------- | -------- | ---------------- | ----- |
| Літні Олімпійські ігри 2004 | Болгарія | 66 кг            | 14    |
| Літні Олімпійські ігри 2008 | Болгарія | 66 кг            | 5     |

## Виступи на Чемпіонатах світу
| Змагання                        | Збірна   | Вагова категорія | Місце  |
| ------------------------------- | -------- | ---------------- | ------ |
| Чемпіонат світу з боротьби 2001 | Болгарія | 63 кг            | 17     |
| Чемпіонат світу з боротьби 2002 | Болгарія | 66 кг            | 7      |
| Чемпіонат світу з боротьби 2003 | Болгарія | 66 кг            | 30     |
| Чемпіонат світу з боротьби 2005 | Болгарія | 66 кг            | Золото |
| Чемпіонат світу з боротьби 2006 | Болгарія | 66 кг            | 7      |
| Чемпіонат світу з боротьби 2007 | Болгарія | 66 кг            | Бронза |

## Виступи на Чемпіонатах Європи
| Змагання                         | Збірна   | Вагова категорія | Місце  |
| -------------------------------- | -------- | ---------------- | ------ |
| Чемпіонат Європи з боротьби 2001 | Болгарія | 63 кг            | 4      |
| Чемпіонат Європи з боротьби 2003 | Болгарія | 66 кг            | 13     |
| Чемпіонат Європи з боротьби 2005 | Болгарія | 66 кг            | Золото |
| Чемпіонат Європи з боротьби 2006 | Болгарія | 66 кг            | 10     |
| Чемпіонат Європи з боротьби 2007 | Болгарія | 66 кг            | Золото |

## Виступи на інших змаганнях
| Змагання                                 | Збірна   | Вагова категорія | Місце  |
| ---------------------------------------- | -------- | ---------------- | ------ |
| Міжнародний меморіал Дейва Шульца 1999   | Болгарія | 63 кг            | 4      |
| Олімпійський кваліфікаційний турнір 2004 | Болгарія | 66 кг            | Золото |
| Міжнародний меморіал Дейва Шульца 2005   | Болгарія | 60 кг            | Срібло |
| Міжнародний меморіал Дейва Шульца 2007   | Болгарія | 66 кг            | Золото |
| Турнір Дана Колова — Николи Петрова 2007 | Болгарія | 66 кг            | Золото |
| Міжнародний меморіал Дейва Шульца 2008   | Болгарія | 66 кг            | Золото |
| Турнір Дана Колова — Николи Петрова 2008 | Болгарія | 66 кг            | Золото |